# Jądro Darkszewicza
Jądro Darkszewicza (jądro spoidła nadwzgórzowego, ang. nucleus of Darkschewitsch) – grupa komórek nerwowych w przedniej części istoty szarej środkowej, grzbietowo i bocznie od jąder nerwu okoruchowego, grzbietowo od pęczka podłużnego przyśrodkowego. Jądro Darkszewicza otrzymuje włókna z jąder przedsionkowych drogą pęczka podłużnego przyśrodkowego. Projekcje tego jądra nie są dobrze znane, ale uważa się, że większość włókien nerwowych kieruje się do spoidła tylnego. Opisał je w 1899 roku rosyjski neurolog i neuroanatom Liwierij Darkszewicz.

## Neurohistologia
Mikroskopowo zbudowane jest z wydłużonych, średniej wielkości neuronów, barwiących się ciemno metodą Nissla. 

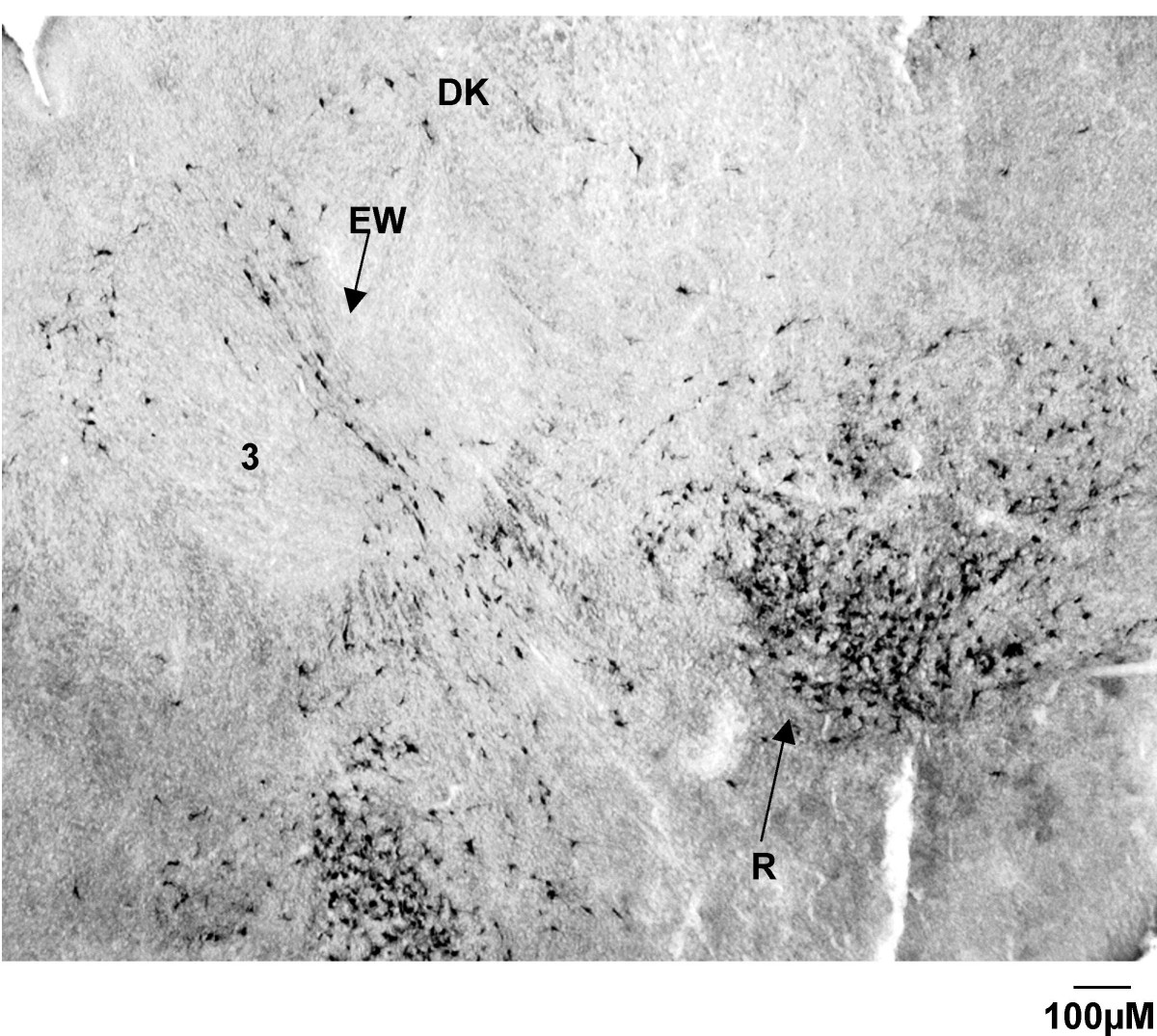
Obraz śródmózgowia płodu owcy w 55 dniu ciąży, znacznikiem CTB wyznakowano jądro czerwienne (R), jądro Darkszewicza (Dk), strzałką zaznaczono jądro Edingera-Westphala; 3 – jądro nerwu okoruchowego

## Projekcje
Wiele neuronów przednio-przyśrodkowej części warstwy niepewnej (ZI) wysyła projekcje do jądra Darkszewicza, z czego większość to połączenia tożstronne (ipsilateralne). Niektóre komórki tylno-przyśrodkowej części warstwy siatkowatej istoty czarnej (SNr) również wysyła projekcje do jądra Darkszewicza, również w dominującej części są to połączenia ipsilateralne.